# Henri Mazel
Pour les articles homonymes, voir Mazel.
Henri Mazel, né à Nîmes le 11 février 1864 et mort à Paris 18e le 10 octobre 1947,, est un journaliste, auteur dramatique et fonctionnaire français.

## Biographie
Personnalité encore peu connue, Henri Mazel, fait ses études de droit à Montpellier. 
Poète proche des symbolistes, il tient pendant trente-cinq ans la chronique des questions sociales au Mercure de France. 
En avril 1890, il fonde une importante revue mensuelle de littérature, L'Ermitage, qu'il dirige jusqu'en décembre 1895.
Durant six ans, il anime cette revue aux côtés de René Boylesve, Stuart Merrill et Hugues Rebell, où il publie notamment Georges Fourest, Adolphe Retté et André Gide, lequel provoque son éviction et le fait remplacer par Édouard Ducoté rejoint par Remy de Gourmont.
Il est nommé sous-chef du bureau du personnel de l’inscription maritime en 1913, puis devient pendant la Première Guerre mondiale chef du bureau de la réglementation de la flotte commerciale. Dans son ouvrage intitulé La nouvelle cité de France. Réorganisation nationale d’après-guerre (1917), il livre plusieurs chapitres sur la réforme nécessaire des écoles ouvrant à la haute administration, anticipant la création de l'E.N.A.. 
Il élabore la théorie du théâtre idéaliste et écrit lui-même plusieurs drames.
Il a laissé un volume de souvenirs sur le mouvement symboliste.
Henri avait un frère médecin, Élie, qui produisit entre autres des études régionalistes.

## Œuvres
- La Révolution dans le Midi : l'incendie des châteaux du bas Languedoc (1886)
- Bagnols en 1790, d'après des documents inédits (1887)
- La Fin des dieux, drame en 3 actes (1892)
- Vieux Saxe (1893)
- Saint Antoine affirme (1894)
- En cortège (1895)
- Flottille dans le golfe (1895)
- La Frise du temple (1896)
- La Synergie sociale (1896)
- La Guerre (1897)
- Le Khalife de Carthage (1897)
- Mythes, cultes et religions (1897)
- Considérations psychologiques autour de l'affaire Dreyfus (1898)
- L'Hérésiarque (1898)
- Les Amants d'Arles, pièce en 3 actes (1900)
- Archytas de Métaponte, drame en 3 actes (1901)
- Quand les Peuples se relèvent (1902)
- Les Amazones, drame en 3 actes (1905)
- Ce qu'il faut lire dans sa vie (1906)

- Prix Auguste-Furtado 1907 de l’Académie française
- Nouvelle organisation territoriale de la France, ses avantages et ses difficultés (1909)
- Pour causer de tout, petit dictionnaire des idées et des opinions (1909)
- La Nouvelle cité de France, réorganisation nationale d'après guerre (1917)
- La Psychologie du Kaiser, essai historique (1919)
- Les Trois "Tentations de St-Antoine" (1921)
- Le Nazaréen, drame en 3 actes (1921)
- Avant l'âge d'or... (1927)
- Le Choix d'un amant, 1780, roman (1927)
- Le Prix du sourire (1933)
- Au pays des leviers de commande (1935)

- Prix Montyon 1935 de l'Académie française
- Au temps de Marc-Aurèle (1935)
- Histoire et Psychologie de l'affaire Dreyfus (1935)
- Les Ides de mars, roman des temps césariens (1936)
- L'Épopée de Lucifer (1937)
- Le Serment. 1848-1852 (1937)
- La Poésie des étoiles, causerie faite au diner du Collège astrologique de Dom Néroman le 13 avril 1939
- Aux beaux temps du symbolisme. 1890-1895 (1943)